# Bedemund
Bedemund (von mhd. bede = Abgabe, beden = bitten und altdt. munt = Schutz, Gewalt), auch Beddemund, Bettemund, Bumede, Busengeld, Busenhuhn oder Frauenzins, lat. maritagium wurde in den nördlichen Regionen des heutigen Deutschland eine an den Lehnsherrn für dessen Zustimmung zur Verheiratung einer Leibeigenen zu zahlende Heiratsabgabe genannt. Meist war der Bedemund von der Braut zu entrichten und nach manchen Hofrechten nur bei Verheiratung mit einer nicht zu demselben Hof gehörigen Person, bei der sog. Ungenossenehe.
Insbesondere in Westfalen war ein Bedemund keine Heiratsabgabe, sondern eine Buße für die außereheliche Schwängerung einer Leibeigenen, es sei denn, der Kindsvater heiratete die Schwangere vor Geburt des Kindes. Die Leibeigenthums Ordnung im Bistum Osnabrück besagte beispielsweise in cap. 16, § 1. 2. u. 3:
„Das so genannte Bettemunds (Bedemund) Recht, exerciret der Guts-Herr gegen denjenigen, welcher dessen Eigenbehörige Magd beschwängert hat, derselbe muß nach altem Gebrauch sich mit dem Gutsherrn, mittels einer Tonne Butter, oder so gut er kann, abfinden.
Sollte aber selbe zum zweyten und mehrmalen beschwängert werden, so kann der Gutsherr zwar weiter keinen Bettemund, jedoch aber vom Thäter deswegen, daß er die Eigenbehörige noch mehr deterioriret hat, eine billigmäßige Statisfaction fordern.
Würde aber derjenige, welcher eine Eigenbehörige Magd schwängerte, dieselbe bevor das Kind gebohren, heyrathen, so ist er den Bettemund zu geben nicht schuldig.“